# Ölands Tidning (1922)
Ölands Tidning var en dagstidning utgiven i Borgholm på Öland. Provnummer trycktes den 23 december 1921 och 31 december 1921. Tidningen kom bara ut ett halvår från den 4 januari 1922 till 23 juni 1922. Tidningens fullständiga titel var Ölands tidning / Nyhets- och annonstidning för hela Öland

## Redaktion och tryckning
Redaktionsort  för tidningen var Borgholm och tidningen var opartisk politiskt. Ansvarig utgivare och redaktör var typografen Johan Henrik Appelkvist hela utgivningstiden. Tidningen kom 2 dagar i veckan onsdag och lördag hela utgivningstiden. Tryckeri  för tidningen var Nya Accidenstryckeriet  i Borgholm som tryckte tidningen enbart i svart, med 4-8 sidor i litet format 27 x 18 cm. Priset för helåret 1922 var 4 kronor.